# Tangzhui
Tangzhui (kinesiska: 塘缀) är en köping i sydöstra Kina. Den ligger i Wuchuan i staden Zhanjiang i provinsen Guangdong, omkring 340 kilometer sydväst om provinshuvudstaden Guangzhou. Antalet invånare är 107 435. Befolkningen består av 51 448 kvinnor och 55 987 män. Barn under 15 år utgör 27,0 %, vuxna 15-64 år 63 %, och äldre över 65 år 8,0 %.